# Natriumhexafluorfosfaat
Natriumhexafluorfosfaat (NaPF6) is het natriumzout van hexafluorfosforzuur. De stof komt voor als een corrosieve en hygroscopische vaste stof, die goed oplosbaar is in water.

## Synthese
Natriumhexafluorfosfaat wordt bereid volgens volgende reactie:
{\displaystyle {\ce {PCl5 + NaCl + 6HF -> NaPF6 + 6HCl}}}

## Toepassingen
Natriumhexafluorfosfaat kan als reagens gebruikt worden in de coördinatiechemie. Er kunnen kroonethercomplexen gevormd worden door reactie van natriumhexafluorfosfaat met dibenzo-18-kroon-6 en dibenzo-24-kroon-8.